# بخش کلاور، منطقه کلیرواتر، مینه سوتا
بخش کلاور (به انگلیسی: Clover Township) یک منطقهٔ مسکونی در ایالات متحده آمریکا است که در شهرستان کلیرواتر، مینه‌سوتا واقع شده‌است.
 بخش کلاور ۴۵٫۷ کیلومتر مربع مساحت و ۱۱۶ نفر جمعیت دارد و ۳۸۵ متر بالاتر از سطح دریا واقع شده‌است.